# 1927 en chimie
Cet article présente les faits marquants de l'année 1927 en chimie.

## Évènements
- 23 février : Werner Heisenberg développe le principe d'incertitude dans une lettre à Wolfgang Pauli[1] qui explique le mécanisme du mouvement de l'électron autour du noyau atomique[2].
- 30 juin : dans un article soumis à la Zeitschrift für Physik[3], Fritz London et Walter Heitler appliquent les principes de la mécanique quantique pour expliquer la liaison covalente de la molécule de dihydrogène[4], marquant le début de la chimie quantique[5].
- Germaine Cauquil publie l'article Solubilité de quelques gaz dans le cyclohexanol dans le Journal de Chimie Physique (Volume 24)[6].
- Le chimiste allemand Günther Balz découvre la réaction de Balz-Schiemann qui est améliorée par son collègue Günther Schiemann[7],[8]. Elle a été la première voie de synthèse des fluorobenzènes. Toutefois la réaction a été utilisée assez tardivement (vers les années 1980) à l'échelle industrielle en tant que voie de synthèse pour la fluoration des composés aromatiques[8].

## Prix
- Prix Nobel de chimie : Heinrich Otto Wieland pour ses recherches sur la constitution des acides biliaires et des substances apparentées[9],[10].
- Médaille Davy : Arthur Amos Noyes pour ses travaux en physico-chimie, notamment sur dans le domaine des solutions électrolytiques[11],[12].
- Faraday Lectureship : Richard Willstätter[13]
- Médaille William-H.-Nichols : Roger Adams[14]

## Naissances
- 29 janvier : Lewis Urry (mort en 2004), ingénieur électrochimiste canadien, co-inventeur de la pile alcaline zinc-manganèse.
- 27 mars : Gerald Joseph Wasserburg, géochimiste américain.
- 10 avril : Marshall Warren Nirenberg (mort en 2010), biochimiste américain, prix Nobel de physiologie ou médecine en 1968[15].
- 14 avril : Alan MacDiarmid (mort en 2007), chimiste néo-zélandais, prix Nobel de chimie en 2000[9],[16].
- 9 mai : Manfred Eigen (mort en 2019), biophysicien allemand, ancien directeur de l'Institut Max Planck pour la chimie biophysique et prix Nobel de chimie de 1967[9],[17].
- 22 mai[18] : George A. Olah, chimiste américain d'origine hongroise, prix Nobel de chimie en 1994[9],[19].
- 28 juin : Frank Sherwood Rowland, chimiste américain, prix Nobel de chimie en 1995[9],[20].
- 8 octobre : César Milstein (mort en 2002), biochimiste argentin, prix Nobel de physiologie ou médecine en 1984[21].
- 6 novembre : Marius Chemla (mort en 2005), chimiste français.

## Décès
- 19 janvier : Carl Graebe (né en 1841), chimiste allemand.
- 24 janvier : Eugène Turpin (né en 1848), chimiste français.

- 16 février : Friedrich Reinitzer (né en 1857), botaniste et chimiste autrichien.
- 18 février : Luigi Casale (né en 1882), chimiste italien.

- 3 mars[22] : Amand Valeur (né en 1870), chimiste et pharmacologue français.
- 4 mars : Ira Remsen (né en 1846), chimiste américain.
- 23 mars : Petre Melikichvili (né en 1850), chimiste géorgien.
- 15 août : Bertram Boltwood (né en 1870), radiochimiste américain.
- 2 octobre : Svante Arrhenius (né en 1859), chimiste suédois prix Nobel de chimie en 1903[9],[23].